# 喜泥棕鱸
喜泥棕鱸，為輻鰭魚綱鱸形目鱸亞目棕鱸科的其中一種，分布於亞洲印度西孟加拉邦Torsa流域，為熱帶淡水魚類，體長可達2.1公分，棲息在底中層水域，生活習性不明。

## 擴展閱讀
維基物種上的相關：喜泥棕鱸